# 클린트 이스트우드의 대도적
《클린트 이스트우드의 대도적》(영어: Thunderbolt and Lightfoot)은 미국에서 제작된 마이클 치미노 감독의 1974년 범죄 코미디 영화이다. 클린트 이스트우드 등이 출연하였고, 로버트 데일리 등이 제작에 참여하였다.

## 출연진
- 클린트 이스트우드
- 제프 브리지스
- 조지 케네디
- 제프리 루이스
- 캐서린 바크
- 게리 뷰시
- 잭 도드슨
- 진 엘먼
- 버턴 길리엄
- 로이 젠슨
- 빌 매키니
- 빅 테이백
- 더브 테일러
- 그레고리 월콧
- 앨빈 칠드러스
- 스튜어트 니즈빗
- 캐런 램
- 베스 하울런드

## 기타 제작진
- 배역: 퍼트리샤 목